# Thịt nướng kiểu St. Louis

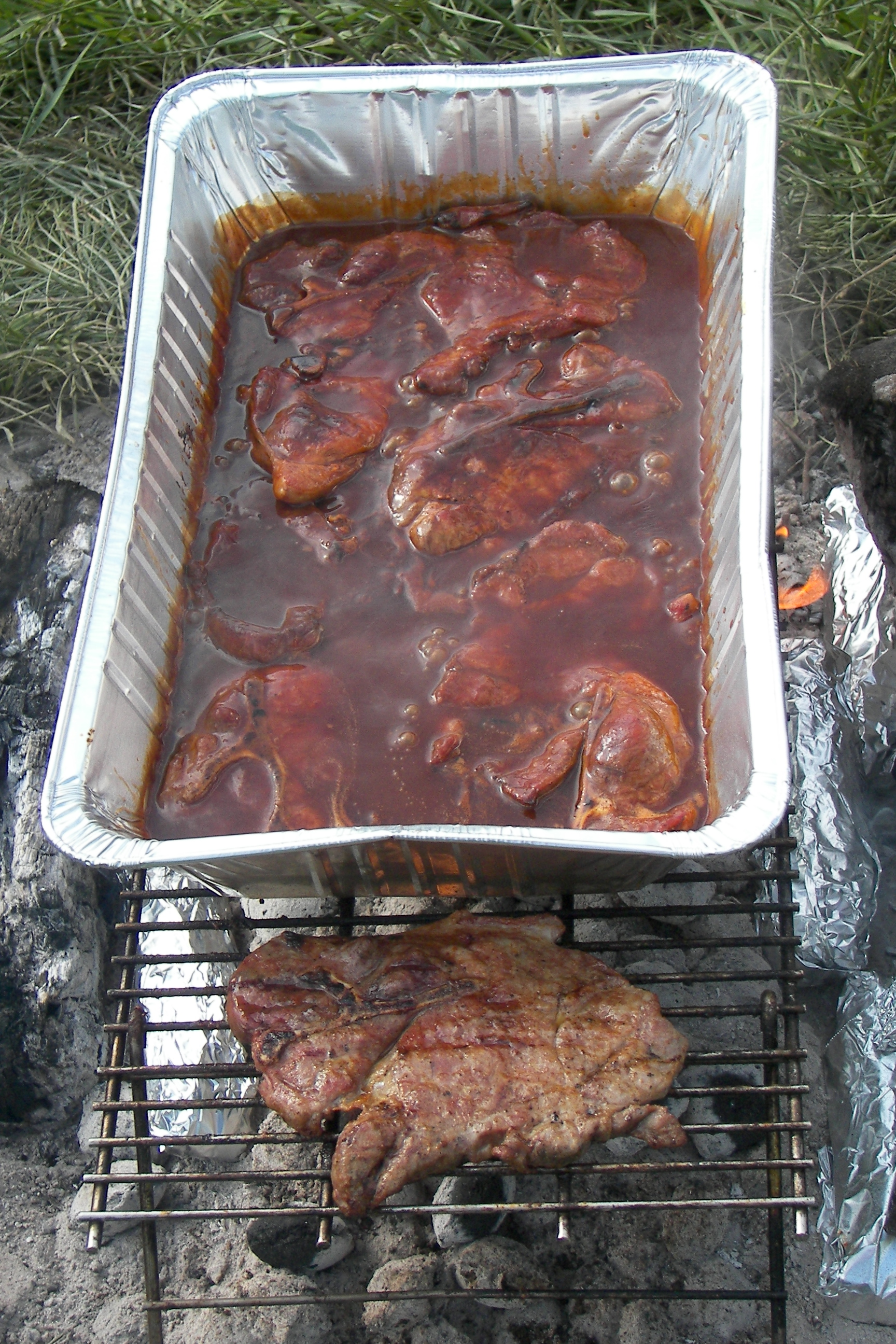
Thịt lợn đang nướng, bên cạnh nó là thịt ướp nước sốt

Thịt nướng kiểu St. Louis đề cập đến những miếng sườn non có liên quan đến khu vực St. Louis, nằm ở tiểu bang Missouri. Những món này thường được nướng nhiều hơn là nấu chậm, thông qua quá trình hun khói gián tiếp, thường được gắn liền với thuật ngữ thịt nướng ở Hoa Kỳ.

## Lịch sử
Xương sườn thường được ướp nước sốt nhiều lần trước khi nướng; tại Hoa Kỳ, St. Louis được cho là tiêu thụ nước sốt thịt nướng trên đầu người nhiều hơn bất kỳ thành phố nào khác tại quốc gia này. Nước sốt thịt nướng kiểu St. Louis được tác giả Steven Raichlen mô tả là "được làm từ cà chua rất ngọt, vị chua một chút, hơi sệt, thường được chế biến mà không cần đến chất lỏng xông khói.

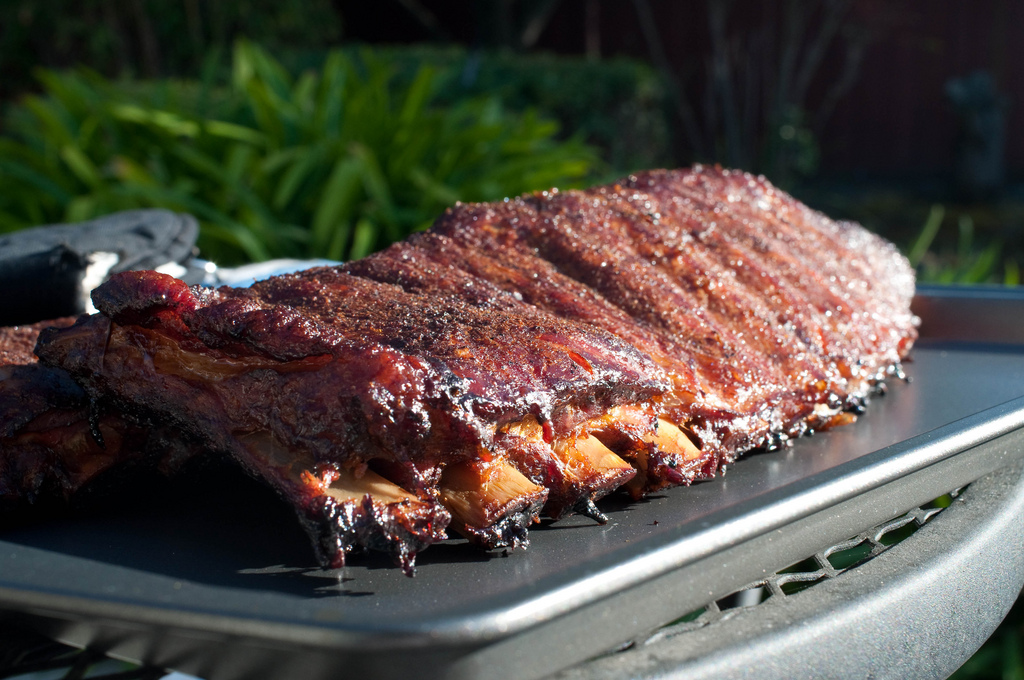
Những miếng sườn St. Louis, đã sẵn sàng để thưởng thức

Sườn non theo kiểu St. Louis được cắt theo cách riêng, trong đó xương ức, sụn cùng với phần đầu xương sườn được loại bỏ để giúp sườn non có hình dáng trình bày mắt mắt. Loại xương sườn này, được USDA đặt tên gọi chính thức hóa là "Pork Ribs, St. Louis Style", được cho là có nguồn gốc từ nhiều nhà máy đóng gói thịt trong khu vực vào giữa thế kỷ 20. Món sườn kiểu St.Louis thường được xem là món ăn đẳng cấp trong các cuộc thi nấu nướng BBQ. 

## Sốt thịt nướng kiểu St. Louis
Nước sốt thịt nướng St. Louis thường được làm từ cà chua, rửa nhẹ với giấm, và kết quả là cho ra một món sốt ngọt và cay. Nó không ngọt và đặc như sốt thịt nướng kiểu Kansas, cũng không cay và trong như sốt kiểu Texas. Một bữa tiệc nướng kiểu St. Louis sẽ không hoàn chỉnh nếu không có lượng nước sốt phong phú. Bia được sử dụng phổ biến chung với xúc xích thịt lợn marinades, ví dụ như salsiccia.
Nước sốt thịt nướng Maull là là một ví dụ điển hình và phổ biến tại địa phương theo phong cách sốt thịt nướng St. Louis. Một thương hiệu phổ biến khác, Ott's, cũng được sản xuất tại Missouri. Phiên bản gốc từ cuối những năm 1940 hiện được bán trên thị trường với tên gọi nước sốt thịt nướng Silver Dollar City. Cả Maull's và Ott's đều nằm ở các thành phố khác nhau.

## Thực đơn tại tiệc nướng kiểu St. Louis
Thực đơn điển hình tại một bữa tiệc nướng kiểu St. Louis bao gồm đậu nướng ăn kèm với nước sốt thịt nướng, ngô nướng trên lõi ngô (ngô nướng trên lõi ngô bọc trong giấy nhôm), coleslaw và (thường là) một món tráng miệng được chế biến trên bếp nướng, chẳng hạn như những lát dứa tươi được nhúng trong dừa, rượu rum và nước sốt đường nâu được làm cho đến khi thành caramen, và ăn kèm với kem. Thường thì đây là Mãng cầu đông lạnh Ted Drewes, một món ăn truyền thống của thành phố St. Louis từ năm 1930.

## Nhà hàng thịt nướng ở St. Louis
Có nhiều nhà hàng phục vụ đồ ăn nướng theo phong cách St. Louis, chẳng hạn như Super Somkers, Charlotte's Rib, Bandana's, Phil's Bar Grill, và Roper's Ribs. Vào cuối tuần, các buổi tiệc nướng ngoài trời (BBQ) do các tổ chức từ thiện tổ chức.